# Seavia
Seavia (llamada oficialmente San Mamede de Seavia) es una parroquia y una aldea española del municipio de Coristanco, en la provincia de La Coruña, Galicia.

## Entidades de población
Entidades de población que forman parte de la parroquia:
- Amboade
- Arixón
- Buxán
- Campelo (O Campelo)
- Cerqueirás (Cerqueirás de Arriba)
- Freixeiro
- Mira
- Nogueira
- Rabadeira (A Rabadeira)
- Rodeiro (O Rodeiro)
- Salgueiras (As Salgueiras)
- Seavia
- Segufe
- As Balsiñas
- O Corvo
- Rieiro
- Vilameán

## Demografía

### Parroquia
| Gráfica de evolución demográfica de Seavia (parroquia) entre 2000 y 2019 |
|                                                                          |
| Datos según el nomenclátor publicado por el INE.                         |

### Aldea
| Gráfica de evolución demográfica de Seavia (aldea) entre 2000 y 2019 |
|                                                                      |
| Datos según el nomenclátor publicado por el INE.                     |